# 코니아일랜드

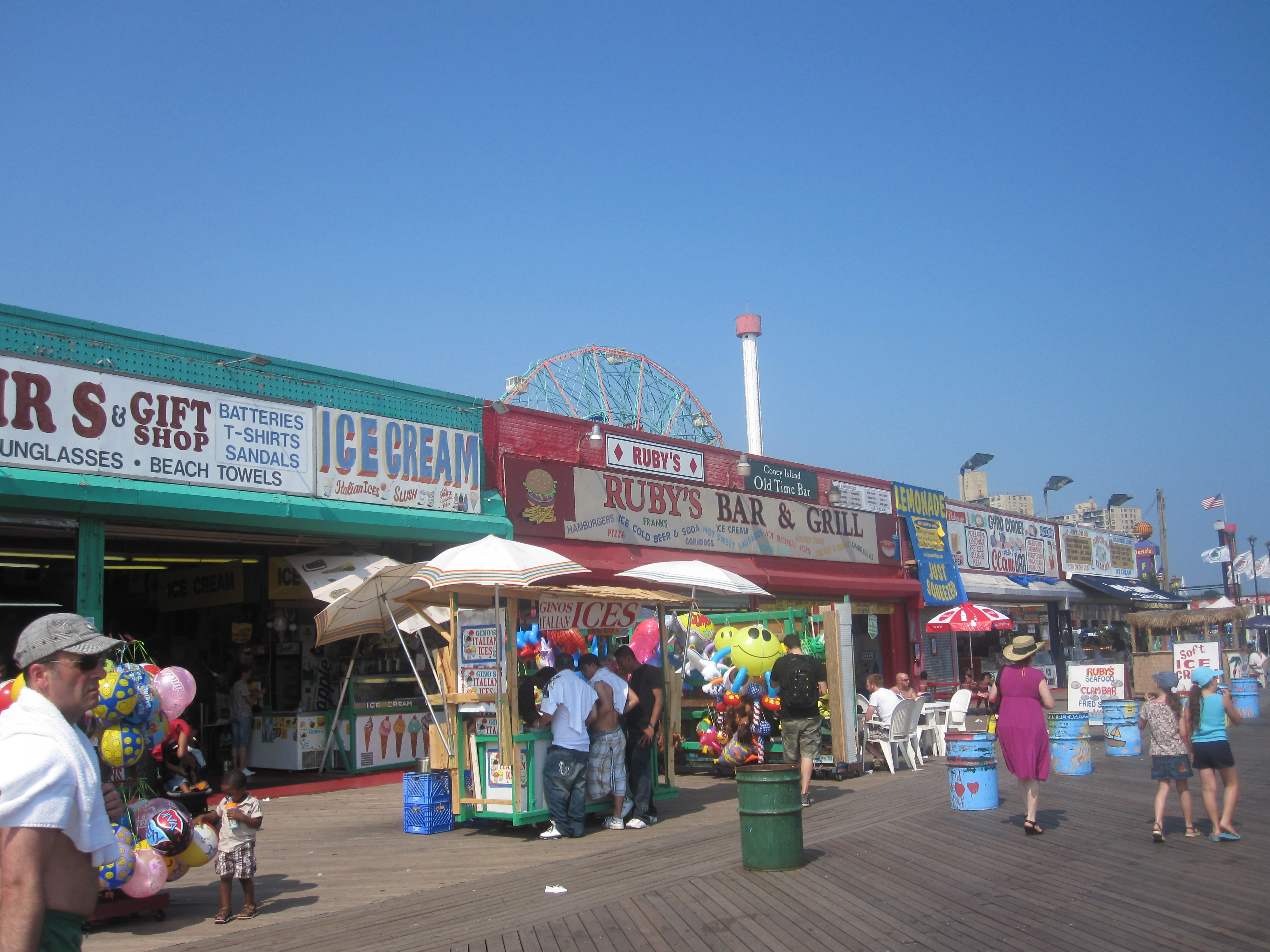
코니아일랜드

코니아일랜드(Coney Island)는 미국 뉴욕 브루클린의 남쪽에 있는 반도이다. 원래는 섬이었다. 매년 7월 4일에는 현지에 핫도그 가게 네이산즈에서 핫도그 먹기 대회가 열린다. 이 지역 자체에 놀이공원이 많기 때문에, 관광객이 많이 찾아온다.